# Воробець Федір Васильович
Федір Васильович Воробець (псевдо: «Верещака»,«Олекса», «Олекса Глід», «Денис Шигунич») (1922, с. Горожанка — вересень 1959, м. Тайшет, Іркутська область, РРФСР) — окружний провідник ОУН Житомирщини (з поч. 1943), восени, у ранзі хорунжого — командир ВО «Тютюнник» в групі УПА-Північ (з осені 1943), заступник крайового провідника ОУН Східного краю «Одеса» ПЗУЗ та командир Східної ВО / (З'єднаних груп «44») (з 08.1944), Крайовий Провід ОУН на південно-східних землях (лютий 1945 — 1946)), Борець за незалежність України у XX сторіччі. 
Лицар Золотого Хреста Бойової Заслуги 2-го кл.

## Життєпис
Син селянина. Закінчив українську гімназію в Станиславові в 1939.
Член ОУН з 1939 в Кракові, в похідних групах ОУН на Житомирщині в 1941 р. Призначений районовим, пізніше надрайоновим провідником ОУН в Олевську.
З липня по листопад 1941 року очолював «Костопільську Січ», що нараховувала 500 курсантів і знаходилась у м. Костопіль (Рівненська область). З 15 листопада 1941 року районний провідник ОУН у Морочнівському районі Рівненської області, у березні-квітні 1942 року районний провідник ОУН у Пінському районі (Білорусь).
На початку 1943 окружний провідник ОУН Житомирщини, восени, у ранзі хорунжого — командир ВО «Тютюнник» в оперативній групі УПА-Північ, підвищений до поручника.
Керував рейдом УПА Житомирщиною влітку 1943 року. Про один із боїв відділу Верещаки розповів житомирський підпільник Юрій Варгоцький:

| «Я привів відділ під Радомишль. Німці йшли по слідах. Під лісом відбувся бій. У відділі було 117 чоловік. А фашистів – 120. Німці думали, що легко справляться з нами. Навіть наручники з собою захопили. Вони знали, що ми втомлені, погано озброєні. З краю ліса на дубах сиділо 2 лазутчики. Наш розвідник замітив їх і знищив. Німці думали, що ми знаходимось в глибині лісу. Залишивши машини в селі, сміло йшли по гречаному полю до лісу, де на дубах сиділи їх лазутчики. На краю лісу Верещака зробив засідку всім відділом. Як тільки вони підійшли, відкрили вогонь. Бій тривав 40 хвилин. Знищено 95 жандармів і одного поранено. Поранений розповів про те, як планувалася операція на нас.» |
Від серпня 1944 року заступник крайового провідника ОУН Східного краю «Одеса» ПЗУЗ та командир Східної ВО/(З'єднаних груп «44»). З 1945 року — крайовий провідник.

## Полон, тюрма і каторга
15 січня 1946 важко поранений у бою зі спецгрупою НКВС переодягнутих під маскою УПА, захоплений живим у непритомному стані. Засуджений на кару смерті, замінену на 25 років ув'язнення. Загинув унаслідок медичних експериментів МГБ у в'язничній лікарні. 
Існує чимало версій про бойовий шлях Ф. Воробця. Цікавий матеріал, зокрема, подає у «Бюлетені» 5-го видавничого комітету літопису «Української Повстанської Армії», що побачив світ у Торонто восени 1995 р., колишній полковник УПА Василь Левкович-«Вороний». Є і конкретні свідчення, що відтворюють реальну картину тогочасних подій. У 1993 році Омелян Польовий-«Остап» — полковник УПА, командир військової округи ВО-3 «Лисоня» групи УПА-Захід розповів, що в 1946 році доля звела його і Воробця у сумнозвісних застінках НКВС у Києві. Довший час вони сиділи в одній камері, тому Польовий детальніше знає про останній бій Воробця, який разом із кількома повстанцями був оточений переважаючою спецгрупою НКВС в одному із сіл на Волині. Швидше всього причиною оточення стала зрада одного із рядових УПА, який допоміг спецгрупі вийти на слід «Верещаки». Більшовики передали письмовий ультиматум, щоб здалися. Хлопці відмовилися. Тоді загорівся нерівний бій. Федір Воробець був поранений і його непритомного схопили енкаведисти.
19 березня 1947 року військовий трибунал засудив провідних діячів ОУН-УПА до розстрілу.
У травні 1947 року в Радянському Союзі було відмінено смертну кару, її «замінили» на 25-річне заслання. Деякий час Воробець перебував перед висилкою до Сибіру в Бердичівській тюрмі. 
Останнім із односельчан, хто зустрівся з Воробцем, був Йосип Грабар, який також відбував 15-річне ув'язнення за участь у горожанській боївці. Вони разом пробули кілька місяців в 1955—1956 роках в одному із таборів в Іркутську.

## Свідчення Ф. Воробця про вбивство генерала Ватутіна
На основі свідчень Федора Воробця вибудовується одна з версій вбивства генерала Ватутіна, командувача 1-го Українського фронту. Він стверджував, що напад на Ватутіна відбувся у районі дій сотні «Деркача». Брали участь боївки СБ сіл Михалківці і Сіянці Острозького району Рівненської області, всього 17—27 бійців. Після бою повстанці нібито знайшли в одній із покинутих машин оперативні документи і прострілену генеральську шинелю, яку потім носив боєць «Чумак».